# Tininha
Little Audrey (nome completo: Audrey Smith), conhecida também como A Pequena Audrey, ou simplesmente Tininha no Brasil, é uma personagem feminina de histórias em quadrinhos e desenhos animados norte-americana, criada pela Famous Studios em 1947 e posteriormente os desenhos foram adquiridos pela Harvey Comics, juntamente com os direitos da personagem.

## História
Antes do personagem ser adquirido pela Harvey Comics foi publicado pela St. John Publications até 1951. No Brasil a personagem Little Audrey chegou com o nome de Tininha, uma revista em quadrinhos publicada pela Rio Gráfica Editora que fez grande sucesso nas décadas de 60, 70 e 80.
A personagem também apareceu em 17 curtas-metragens lançados nos cinemas entre 1947 à 1958 pela empresa norte-americana Paramount Pictures.
Em 2018, aparece na série animada Harvey Street Kids da Netflix, ao lado de Brotoeja (Little Dot) e Bolota (Little Lotta).